# Alpioniscus karamani
Alpioniscus karamani is een pissebed uit de familie Trichoniscidae. De wetenschappelijke naam van de soort is voor het eerst geldig gepubliceerd in 1954 door Buturovic.